# Považský hrad
Považský hrad (Waagburg) ist eine Ruine in Považská Bystrica in der Region Považie in der Slowakei. Sie liegt auf einem Berg am rechten Ufer des Váh.

## Geschichte
Ursprünglich entstand ein Gebäude an dieser Stelle bereits im 12. Jahrhundert. Die Waagburg (Považský hrad) selbst stammt aus dem 14. Jahrhundert (1316). 1543 entstanden nach einem Brand wohl die tiefer gelegenen Teile der Vorburg. 1698 wurde sie auf Befehl Leopolds I. geschleift.

## Eindrücke

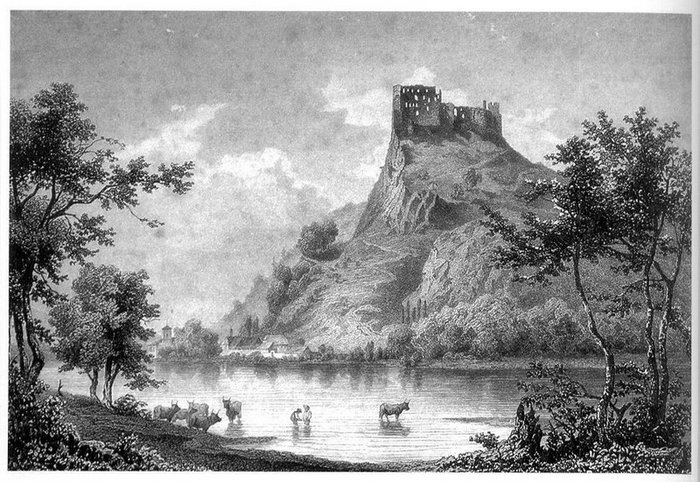
Die Ruine um 1850
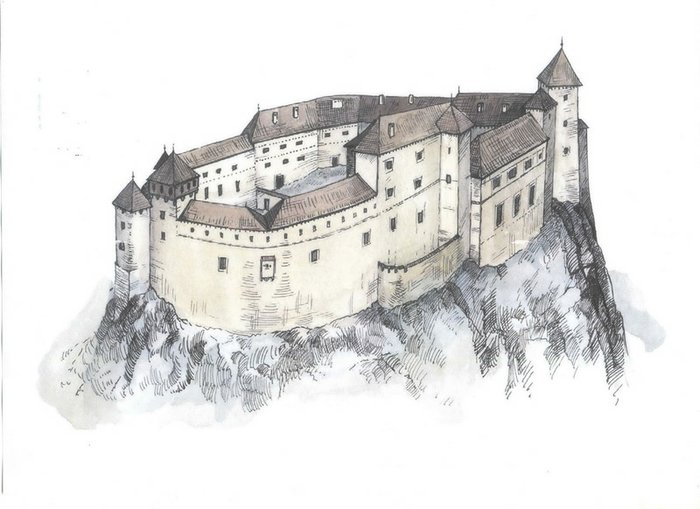
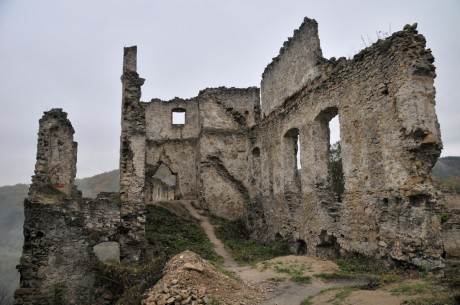
Die Ruine um 2009
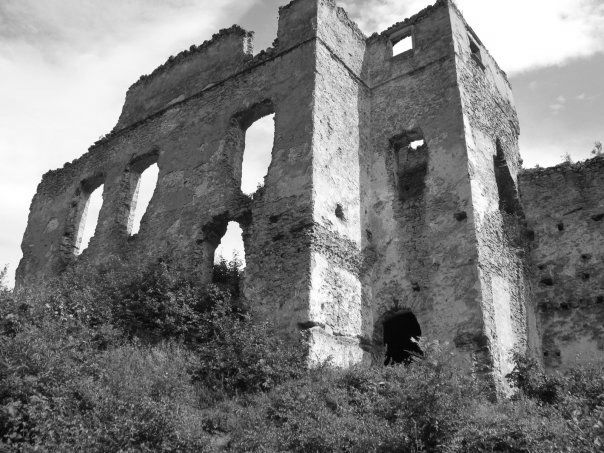